# Callynomes
Callynomes är ett släkte av skalbaggar. Callynomes ingår i familjen Cetoniidae.
Kladogram enligt Catalogue of Life:
| Callynomes | \| \| Callynomes apo \| \| \| \| \| \| Callynomes fujiokai \| \| \| \| \| \| Callynomes luzonica \| \| \| \| \| \| Callynomes minettii \| \| \| \| \| \| Callynomes niveoguttata \| \| \| \| \| \| Callynomes niveosparsa \| \| \| \| |
|            | \| \| Callynomes apo \| \| \| \| \| \| Callynomes fujiokai \| \| \| \| \| \| Callynomes luzonica \| \| \| \| \| \| Callynomes minettii \| \| \| \| \| \| Callynomes niveoguttata \| \| \| \| \| \| Callynomes niveosparsa \| \| \| \| |
|            | Callynomes apo |
|            | |
|            | Callynomes fujiokai |
|            | |
|            | Callynomes luzonica |
|            | |
|            | Callynomes minettii |
|            | |
|            | Callynomes niveoguttata |
|            | |
|            | Callynomes niveosparsa |
|            | |